# انتریس (آریزونا)
انتریس، آریزونا (انگلیسی: Antares, Arizona)شهر کوچکی است در شهرستان موهاوی، آریزونا و براساس نظرسنجی سال ۲۰۱۰ جمعیت آن ۱۲۶ نفر بود که متوسط سن ۶۴٫۱ سال است.